# Лактам

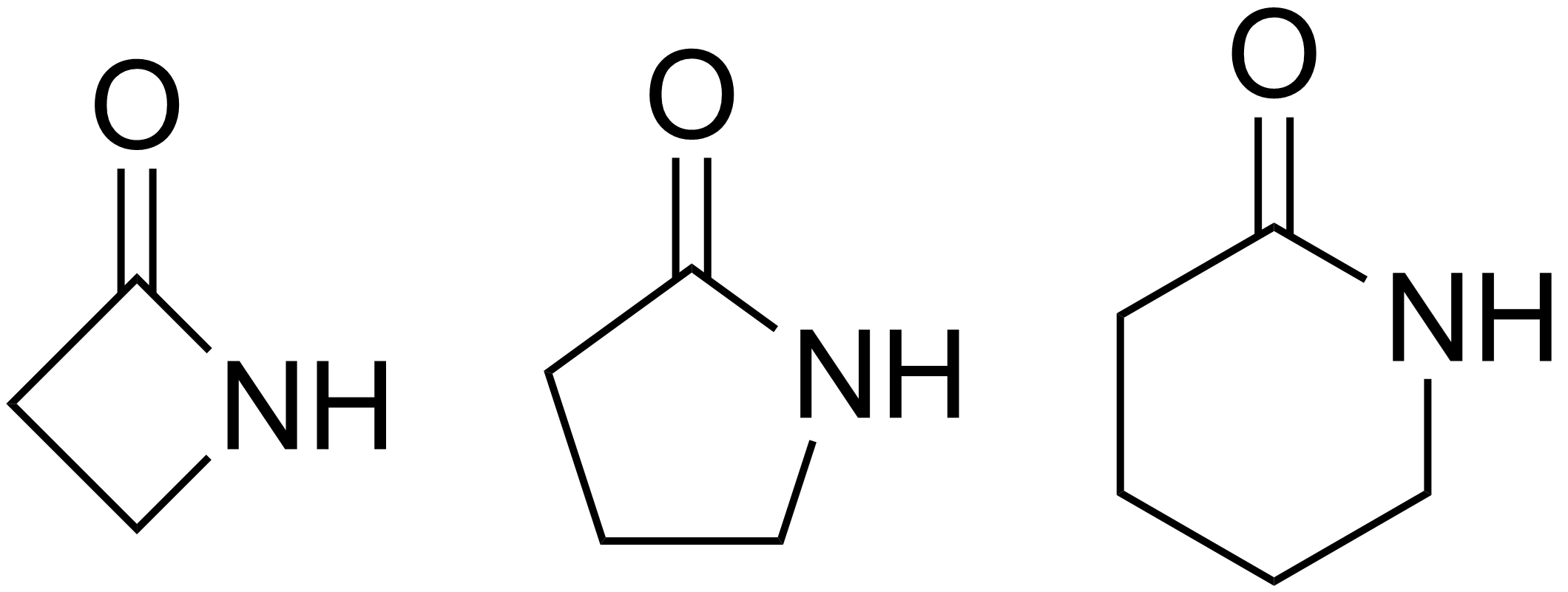
Слева направо: β-лактам, γ-лактам, δ-лактам

Лактам — циклический амид. Количество атомов в цикле может быть указано с помощью префиксов, например β-лактам (4-членный), γ-лактам (5-членный), δ-лактам (6-членный цикл). Также у многих лактамов есть исторически сложившиеся тривиальные названия, например γ-лактам — пирролидон, ε-лактам — капролактам.

## Методы синтеза
- Циклизацией аминокислот и их производных.
- Из оксимов циклокетонов перегруппирокой Бекмана:

- Из циклокетонов по реакции Шмидта.
- Методом йодолактамизации [1]:

- Взаимодействием лактонов с аммиаком или первичными аминами.

## Реакции
Лактамы могут полимеризоваться с раскрытием цикла в полиамиды.